# Vladimir Akopian
Vladimir Akopian (Em russo: Владимир Акопян) (Bacu, (7 de dezembro de 1971) é um grande mestre em Xadrez da Armênia. 
Na armênia, seu nome é mais conhecido como Hakobyan (em armênio/arménio:  Վլադիմիր Հակոբյան) entretanto, a maioria dos textos em inglês da FIDE usa a transliteração da versão russa.